# No Milk Today

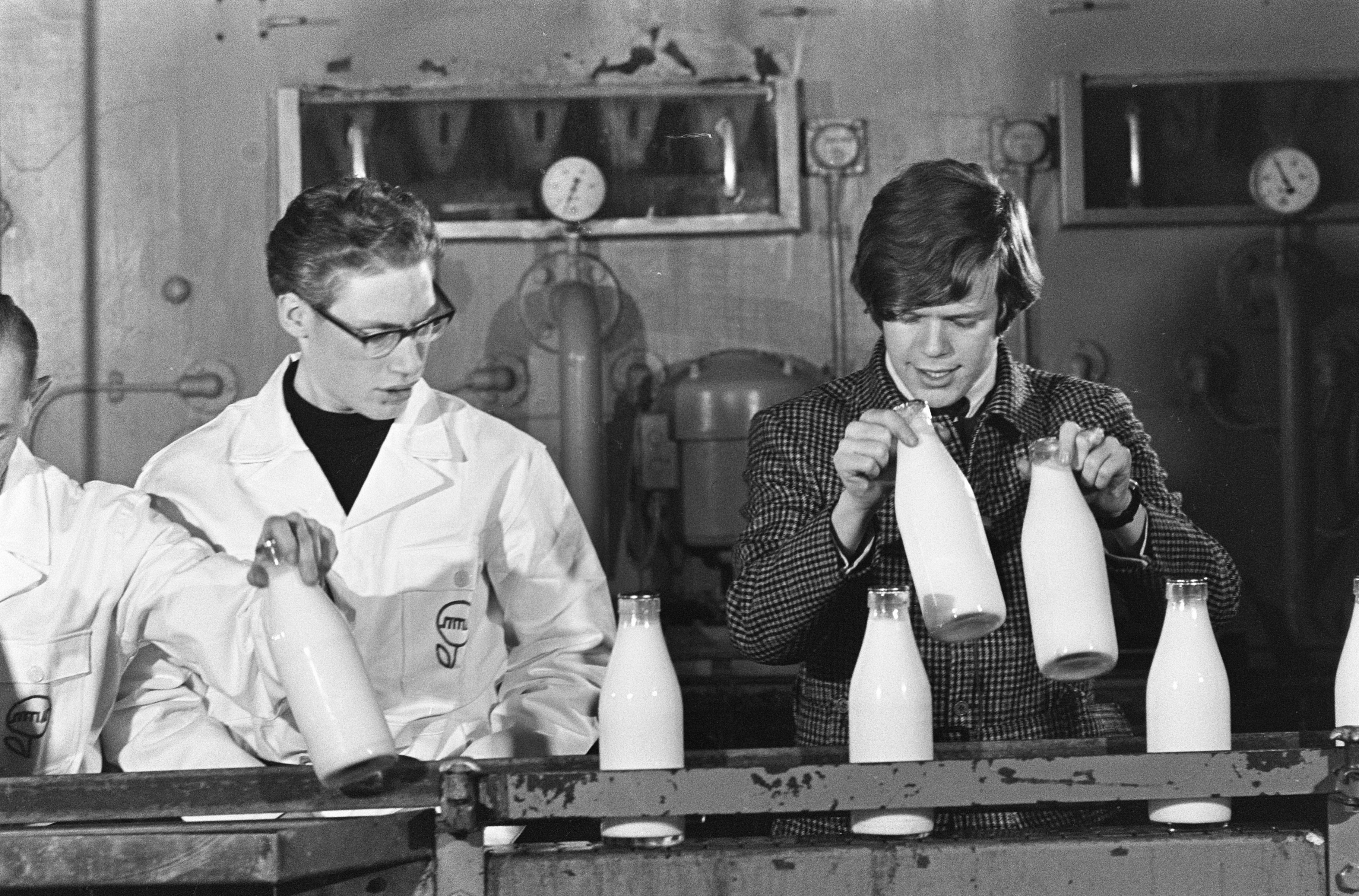
Herman in de melkfabriek van Hilversum, bij de uitreiking van een gouden plaat voor No Milk Today (1966)

No Milk Today is een hit van de Engelse popgroep Herman's Hermits, gecomponeerd door Graham Gouldman en oorspronkelijk geschreven voor The Hollies. Het was het eerste nummer van Herman's Hermits waarbij de groep zich liet begeleiden door strijkers.
De ik-figuur vertelt de melkboer dat hij vandaag geen melk nodig heeft. Hij realiseert zich dat voorbijgangers wel niet zullen begrijpen welk drama achter die simpele mededeling schuilgaat: zijn geliefde heeft het zojuist uitgemaakt en is vertrokken. ‘The end of all my hopes, the end of all my dreams’ (‘het eind van al mijn hoop, het eind van al mijn dromen’).

## Hitnoteringen
Het nummer bracht het tot de zevende plaats in de UK Singles Chart, de hitparade van het Verenigd Koninkrijk, en de 35e plaats in de Amerikaanse Billboard Hot 100. In de Verenigde Staten stond op de andere kant van No Milk Today het nummer There's a kind of hush, dat met een vierde plaats veel hoger kwam.
Het nummer bereikte op 19 november 1966 de eerste plaats op de Veronica Top 40, een positie die het 5 weken vasthield. In de Vlaamse Ultratop 50 kwam de plaat tot de tweede plaats. In Duitsland haalde het plaats 2, in Noorwegen plaats 1.

### Nederlandse Top 40
| "No Milk Today" in de Nederlandse Top 40 - binnen 29-10-1966 | "No Milk Today" in de Nederlandse Top 40 - binnen 29-10-1966 | "No Milk Today" in de Nederlandse Top 40 - binnen 29-10-1966 | "No Milk Today" in de Nederlandse Top 40 - binnen 29-10-1966 | "No Milk Today" in de Nederlandse Top 40 - binnen 29-10-1966 | "No Milk Today" in de Nederlandse Top 40 - binnen 29-10-1966 | "No Milk Today" in de Nederlandse Top 40 - binnen 29-10-1966 | "No Milk Today" in de Nederlandse Top 40 - binnen 29-10-1966 | "No Milk Today" in de Nederlandse Top 40 - binnen 29-10-1966 | "No Milk Today" in de Nederlandse Top 40 - binnen 29-10-1966 | "No Milk Today" in de Nederlandse Top 40 - binnen 29-10-1966 | "No Milk Today" in de Nederlandse Top 40 - binnen 29-10-1966 | "No Milk Today" in de Nederlandse Top 40 - binnen 29-10-1966 | "No Milk Today" in de Nederlandse Top 40 - binnen 29-10-1966 | "No Milk Today" in de Nederlandse Top 40 - binnen 29-10-1966 | "No Milk Today" in de Nederlandse Top 40 - binnen 29-10-1966 | "No Milk Today" in de Nederlandse Top 40 - binnen 29-10-1966 | "No Milk Today" in de Nederlandse Top 40 - binnen 29-10-1966 |
| Week                                                         | 1                                                            | 2                                                            | 3                                                            | 4                                                            | 5                                                            | 6                                                            | 7                                                            | 8                                                            | 9                                                            | 10                                                           | 11                                                           | 12                                                           | 13                                                           | 14                                                           | 15                                                           | 16                                                           |                                                              |
| ------------------------------------------------------------ | ------------------------------------------------------------ | ------------------------------------------------------------ | ------------------------------------------------------------ | ------------------------------------------------------------ | ------------------------------------------------------------ | ------------------------------------------------------------ | ------------------------------------------------------------ | ------------------------------------------------------------ | ------------------------------------------------------------ | ------------------------------------------------------------ | ------------------------------------------------------------ | ------------------------------------------------------------ | ------------------------------------------------------------ | ------------------------------------------------------------ | ------------------------------------------------------------ | ------------------------------------------------------------ | ------------------------------------------------------------ |
| Positie                                                      | 25                                                           | 9                                                            | 2                                                            | 1                                                            | 1                                                            | 1                                                            | 1                                                            | 1                                                            | 2                                                            | 3                                                            | 4                                                            | 5                                                            | 9                                                            | 18                                                           | 22                                                           | 39                                                           | uit                                                          |

### NPO Radio 2 Top 2000
| Nummer met noteringen in de NPO Radio 2 Top 2000 | '99  | '00  | '01  | '02 | '03 | '04 | '05 | '06 | '07  | '08 | '09  | '10  | '11  | '12  | '13  |
| ------------------------------------------------ | ---- | ---- | ---- | --- | --- | --- | --- | --- | ---- | --- | ---- | ---- | ---- | ---- | ---- |
| No Milk Today                                    | 1353 | 1040 | 1020 | 918 | 735 | 733 | 846 | 862 | 1257 | 879 | 1089 | 1156 | 1360 | 1677 | 1505 |

1. ↑  Een vetgedrukt getal geeft de hoogste notering aan.
2. ↑  Deze tabel is bijgewerkt tot en met de laatste editie (2024).

## Trivia
- Een cover van No Milk Today werd in 2010 en 2011 gebruikt in een reclamespotje van Friesche Vlag. Ook de zuivelproducent Coberco gebruikte het nummer in een reclamespotje in de jaren negentig.